# فرودگاه آبی مونترآل/مارینا ونیز
فرودگاه آبی مونترآل/مارینا ونیز (به انگلیسی: Montréal/Marina Venise Water Airport) یک فرودگاه خصوصی است که یک باند فرود آب دارد. این فرودگاه در شهر مونترآل کشور کانادا قرار دارد و در ارتفاع ۲۰ متری از سطح دریا واقع شده‌است.